# دوري الدرجة الأولى الأرجنتيني 1978
دوري الدرجة الأولى الأرجنتيني 1978 (بالإسبانية: Campeonato Nacional 1978)‏ هو الموسم 48 من دوري الدرجة الأولى الأرجنتيني. أشرف على تنظيمه اتحاد الأرجنتين لكرة القدم، وكان عدد الأندية المشاركة فيه 32، وفاز فيه إنديبندينتي.